# Modisimus pana
Modisimus pana là một loài nhện trong họ Pholcidae. Loài này được phát hiện ở Guatemala.